# 坂根堰
坂根堰（さかねせき）は、岡山県備前市にある、一級水系吉井川の河口から上流に17キロ地点に建設された多目的可動堰である。国土交通省中国地方整備局が管理する。元々あった旧坂根堰・吉井堰を統合し、建設されたことから坂根合同堰とも言う。

## 概要
吉井川は古来より流域の貴重な水資源となってきた一方で度々洪水被害をもたらしており、その治水・利水が課題となっていた。江戸時代には岡山藩士津田永忠が新田開発のため、元々あった百枝堰を廃して旧吉井堰を石造りの斜め堰に改築し、旧坂根堰を築造した。
戦後、1960代後半から建設省は治水面から、農林省は利水面から吉井川下流域での可動堰の事業化を模索、岡山県も上水道・工業用水の共同代理人として参加し、三者の共同事業により旧坂根堰・吉井堰を統合し、旧坂根堰のあった場所に坂根合同堰を建設することが計画され、1973年（昭和48年）に着工、1980年（昭和55年）に竣工した。現在は国土交通省中国地方整備局岡山河川事務所坂根出張所が管理する。
完成した坂根堰は吉井川の洪水調節、既得取水権への補給及び適正な河川流量の保持、旧坂根堰および吉井堰を統合した６つの農業用水路への灌漑用水の供給、岡山市および周辺市町への1日当たり100,000m3の上水道用水及び工業用水の供給を目的としている。
吉井川には多くの魚が生息しているため、両岸に階段式魚道が設置されており、アユやオオヨシノボリ、ハヤ、ナマズなどが堰の上下流の魚道を使って行き来している。